# Средиземноморски буревестник
Средиземноморски буревестник (Puffinus yelkouan) е вид птица от семейство Procellariidae. Видът е световно застрашен, със статут Уязвим.

## Разпространение и местообитание
Разпространен е в Албания, Алжир, Босна и Херцеговина, България, Гибралтар, Грузия, Гърция, Египет, Израел, Испания, Италия, Либия, Ливан, Малта, Мароко, Палестина, Република Кипър, Република Македония, Румъния, Русия, Сирия, Словения, Тунис, Турция, Украйна, Франция и Хърватия.